# Reprezentacja Ukrainy w skokach narciarskich
Reprezentacja Ukrainy w skokach narciarskich – grupa skoczków narciarskich wybrana do reprezentowania Ukrainy w międzynarodowych zawodach przez Ukraiński Związek Narciarski.

## Kadra na sezon 2021/2022
W kadrach znalazło się 10 mężczyzn i 8 kobiet.

### Mężczyźni

#### Kadra narodowa
- Witalij Kaliniczenko
- Anton Korczuk
- Jewhen Marusiak
- Andrij Waskuł

#### Kadra juniorów
- Jurij Janiuk
- Andrij Pełeszok
- Denys Cwietkow

#### Kadra juniorów (rezerwowa)
- Wasyl Buchonko
- Władysław Druczkiw
- Mykoła Smyk

### Kobiety

#### Kadra narodowa
- Witalina Herasymjuk
- Tetiana Pyłypczuk

#### Kadra juniorek
- Daryna Ilczuk

#### Kadra juniorek (rezerwowa)
- 5 zawodniczek

## Kadra na sezon 2020/2021
W kadrach znalazło się 10 mężczyzn i 7 kobiet.

### Mężczyźni

#### Kadra podstawowa
- Witalij Kaliniczenko
- Anton Korczuk
- Jewhen Marusiak

#### Kadra juniorów
- Jurij Janiuk
- Andrij Pełeszok
- Andrij Waskuł
- Iwan Zełenczuk

#### Kadra juniorów (rezerwowi)
- Denys Cwietkow
- Władysław Herasymjuk
- Mykoła Smyk

### Kobiety

#### Kadra podstawowa
- Witalina Herasymjuk
- Tetiana Pyłypczuk

#### Kadra juniorek
- Chrystyna Droniak
- Jewgenija Matarżuk

#### Kadra juniorek (rezerwowe)
- Daryna Ilczuk
- Julija Tiszczenko
- Weronika Tiszczenko

## Kadra na sezon 2019/2020
Na podstawie źródła.

### Kadra A

#### Mężczyźni
Trener: Mykoła Kozłow
- Witalij Kaliniczenko
- Jewhen Marusiak
- Andrij Waskuł

#### Kobiety
- Witalina Herasymjuk
- Chrystyna Droniak

### Kadra rezerw

#### Mężczyźni
- Iwan Zełenczuk
- Andrij Pełeszok
- Anton Korczuk

#### Kobiety
- Oksana Gruszyskaja
- Anastazja Paraszczuk
- Daria Ilczuk
- Jewgenija Matarżuk

### Kadra juniorów

#### Mężczyźni
- Władysław Herasymjuk
- Denys Cwietkow

#### Kobiety
- Tetiana Pyłypczuk

## Byli reprezentanci
- Stepan Pasicznyk
- Igor Bojczuk
- Andrij Hływka
- Mykoła Kozłow
- Iwan Kozłow
- Wołodymyr Boszczuk
- Ołeksandr Łazarowycz
- Witalij Szumbareć
- Wołodymyr Hływka
- Wasyl Żurakiwśkyj
- Jarosław Dyśko
- Wołodymyr Werediuk
- Andrij Kalinczuk

## Starty w Pucharze Świata i Pucharze Kontynentalnym
Punkty do Pucharu Świata po raz pierwszy zdobył Wołodymyr Hływka w 1996 roku. Ukraińcy przez 13 lat nie liczyli się w walce o punkty. W sezonie 2008/2009 nastąpił przełom - trzech skoczków - Ołeksandr Łazarowicz, Wołodymyr Boszczuk i Witalij Szumbareć punktowało w sumie aż pięciokrotnie.

### Miejsca Ukraińców w trzydziestce MŚ
- Liberec (2009) - skocznia duża - Wołodymyr Boszczuk (29.)
- Oberstdorf (2021) - skocznia duża - Witalij Kaliniczenko (29.)
- Planica (2023) - skocznia normalna - Jewhen Marusiak (17.)

### Miejsca Ukraińców w trzydziestce PŚ
- Iron Mountain (1996) - Wołodymyr Hływko (30.)
- Willingen (2009) - Ołeksandr Łazarowicz (28.)
- Klingenthal (2009) - Wołodymyr Boszczuk (29.)
- Lillehammer (2009) - Wołodymyr Boszczuk (26.)
- Planica (2009) - Witalij Szumbareć (25.)
- Sapporo (2010) - Witalij Szumbareć (21.)
- Klingenthal (2010) - Witalij Szumbareć (28.)
- Bad Mitterndorf (2023) - Jewhen Marusiak (26.)
- Planica (2023) - Jewhen Marusiak (18.)

### Miejsca Ukraińców w piętnastce PK (po 2001 roku)
- Lillehammer (2008) - Wołodymyr Boszczuk (9.)
- Liberec (2008) - Wołodymyr Boszczuk (9.)
- Wisła (2009) - Witalij Szumbareć (12.)
- Wisła (2009) - Witalij Szumbareć (13.)
- Wisła (2012) - Witalij Szumbareć (12.)
- Szczuczyńsk (2019) - Jewhen Marusiak (12.)
- Szczuczyńsk (2019) - Witalij Kaliniczenko (10.)
- Klingenthal (2019) - Jewhen Marusiak (13.)
- Innsbruck (2021) - Witalij Kaliniczenko (13.)
- Innsbruck (2021) - Witalij Kaliniczenko (10.)
- Kuopio (2021) - Jewhen Marusiak (13.)
- Klingenthal (2023 - Jewhen Marusiak (7.)
- Klingenthal (2023 - Jewhen Marusiak (1.)

### Ukraina w konkursach drużynowych
Reprezentacja Ukrainy jak dotąd siedem razy wystartowała w drużynowym konkursie skoków. Pierwszy raz 18 stycznia 2003 roku w Tarvisio podczas zawodów o Puchar FIS, kiedy zajęła 10. pozycję. Poza tym Ukraina cztery razy wystąpiła na Mistrzostwach Świata w skokach narciarskich (Val di Fiemme, 2003; Oberstdorf, 2005; Sapporo, 2007; Oberstdorf, 2021), raz w konkursie Zimowej Uniwersjady (2006) oraz raz w konkursie drużynowym podczas Letniej Grand Prix (Zakopane, 2004). Nigdy nie zdobyła punktów.

## Reprezentacja na MŚ

### Indywidualnie
Falun 1993
- skocznia normalna
  - 60. Dmytro Proswirnin
  - 62. Wałerij Wdowenko
  - 64. Wasyl Hrybowycz
  - 66. Andrij Hływka
- skocznia duża
  - 52. Andrij Hływka
  - 56. Wasyl Hrybowycz
  - 61. Wałerij Wdowenko

Trondheim 1997
- skocznia normalna
  - 57. Iwan Kozłow
- skocznia duża
  - 43. Iwan Kozłow

Villach 1999
- skocznia normalna
  - 60. Juri Mikitinec
- skocznia duża
  - 64. Juri Mikitinec

Sapporo 2007
- skocznia normalna
  - 35. Wołodymyr Boszczuk
  - 51.Witalij Szumbareć
- skocznia duża
  - 41. Witalij Szumbareć

Liberec 2009
- skocznia normalna
  - 38. Ołeksandr Łazarowycz
  - 44. Wołodymyr Boszczuk
  - 59. Witalij Szumbareć
- skocznia duża
  - 29. Wołodymyr Boszczuk
  - 35. Witalij Szumbareć
  - 49. Ołeksandr Łazarowycz

Oslo 2011
- skocznia normalna
- 41. Witalij Szumbareć
- 48. Ołeksandr Łazarowycz
- 52. Wołodymyr Boszczuk
- skocznia duża
- 44. Wołodymyr Boszczuk
- 49. Witalij Szumbareć
- 50. Ołeksandr Łazarowycz
Val di Fiemme 2013
- skocznia normalna
- 46. Wołodymyr Werediuk
- 48. Andrij Kłymczuk
- skocznia duża
- 49. Andrij Kłymczuk
- 51. Wołodymyr Werediuk
Falun 2015
- skocznia normalna
- 48. Andrij Kłymczuk
- 50. Witalij Kaliniczenko
- 58. Stepan Pasicznyk
- skocznia duża
- 46. Witalij Kaliniczenko
- 48. Andrij Kłymczuk
- 51. Stepan Pasicznyk
Lahti 2017
- skocznia normalna
- 50. Stepan Pasicznyk
- DSQ Witalij Kaliniczenko
- skocznia duża
- 47. Witalij Kaliniczenko
Drużynowo
Falun 1993
- 14. na dużej skoczni (Dmytro Proswirnin, Wałerij Wdowenko, Wasyl Hrybowycz, Andrij Hływko)

Val di Fiemme 2003
- 13. na dużej skoczni (Wołodymyr Boszczuk, Witalij Szumbareć, Ołeksandr Łazarowycz, Igor Bojczuk)

Oberstdorf 2005
- 16. na normalnej skoczni (Wołodymyr Boszczuk, Witalij Szumbareć, Ołeksandr Łazarowycz, Mykoła Kozłow)

Sapporo 2007
- 13. na dużej skoczni (Wołodymyr Boszczuk, Witalij Szumbareć, Ołeksandr Łazarowycz, Wołodymyr Traczuk)